# Ian Somerhalder
Ian Joseph Somerhalder (Covington, 8 de dezembro de 1978), é um ex-ator,modelo, diretor e empresário americano. Ganhou grande fama após atuar na série The Vampire Diaries como Damon Salvatore, embora já tenha participado em outras séries famosas como Lost no papel de Boone Carlyle e Smallville no papel de Adam Knight.

## Biografia
Ian Somerhalder nasceu e foi criado na cidade de Covington na Louisiana, filho de Edna Bostt, uma massoterapeuta, e Robert Somerhalder, um empreiteiro de obras; eles divorciaram-se quando Ian tinha 14 anos. Criado como católico, ele estudou na St. Paul's School, uma escola católica privada em Covington, onde praticava esportes e atuava em peças da escola. Seu pai tem ascendência Cajun enquanto sua mãe é metade Choctaw e metade descendente de irlandeses.

## Carreira

### Modelagem
Aos 10 anos Somerhalder começou sua carreira como modelo, que o levou até Nova Iorque. Alguns anos depois, quando surgiu a oportunidade de ir para a Europa e seguir com sua carreira de modelo, embarcou num duro trabalho, viajou e estudou em cidades como Paris, Milão e Londres, onde fez publicidades para  Calvin Klein, Dolce & Gabbana, Gucci, Guess, Espirit, Versace, Ralph Lauren, Diesel, Iceberg, Michael Bastian, entre outras. Porém devido a isso, Ian nunca se graduou na High School, o ensino médio americano.
Somerhalder também trabalhou em diversos anúncios para TV, como: Levi's em 1998, Target stores em 2001, MasterCard, e num anúncio com o grupo musical Pussycat Dolls, entre outros.
Somerhalder continua como modelo, sendo agenciado pela DNA Models de Nova York, mesma agência de Alessandra Ambrósio, Raquel Zimmermann e Shemar Moore. Os seus trabalhos são para a marca filipina Penshoppe para a marca brasileira John John Denin em 2012 e para marca japonesa Black One Gate em 2014 e um anúncio para a marca de perfumes francesa Azzaro, filmada em 2013, na Itália, mas veículada somente em 2014 com a modelo brasileira Ana Beatriz Barros.
Fora do mundo da moda, está ajudando a promover as lampadas de LED da empresa CREE, e vem se expressando pela rede social Twitter adorar a empresa automotiva Audi, pela criação do Automóvel híbrido-elétrico Audi A3 e-tron Hybrid, além de já contar com um Audi Q7 TDI como carro particular.
Apesar de ter morado, ou pelo menos passado por vários países europeus, Ian fala somente o inglês.

## Carreira na atuação
Aos 17 anos, começou a estudar interpretação na cidade de Nova Iorque.
Aos 19 anos, se comprometeu com seu trabalho, estudando junto ao proeminente coach de atores Willian Esper. Durante todo esse tempo, Ian fez participações num episódio da série da USA Network: The Big Easy e da aclamada série da CBS: Now and Again. E no cinema fez Celebridades de Woody Allen, porém teve as suas cenas cortadas na versão final do filme, e Black and White de James Toback, nesse filme seu eu destino foi selado quando trabalhava numa cena em um clube como figurante, um caçador de talentos visitando um cliente no set, viu Somerhalder em uma cena de multidão de 400 pessoas, e imediatamente o contratou para ser seu representante.

No ano seguinte, protagonizou a série Juvenil da Warner Bros: Young Americans, fazendo papel de um estudante da Rawley Academy, Hamilton Fleming, um personagem complicado por se questionar sobre sua orientação sexual.

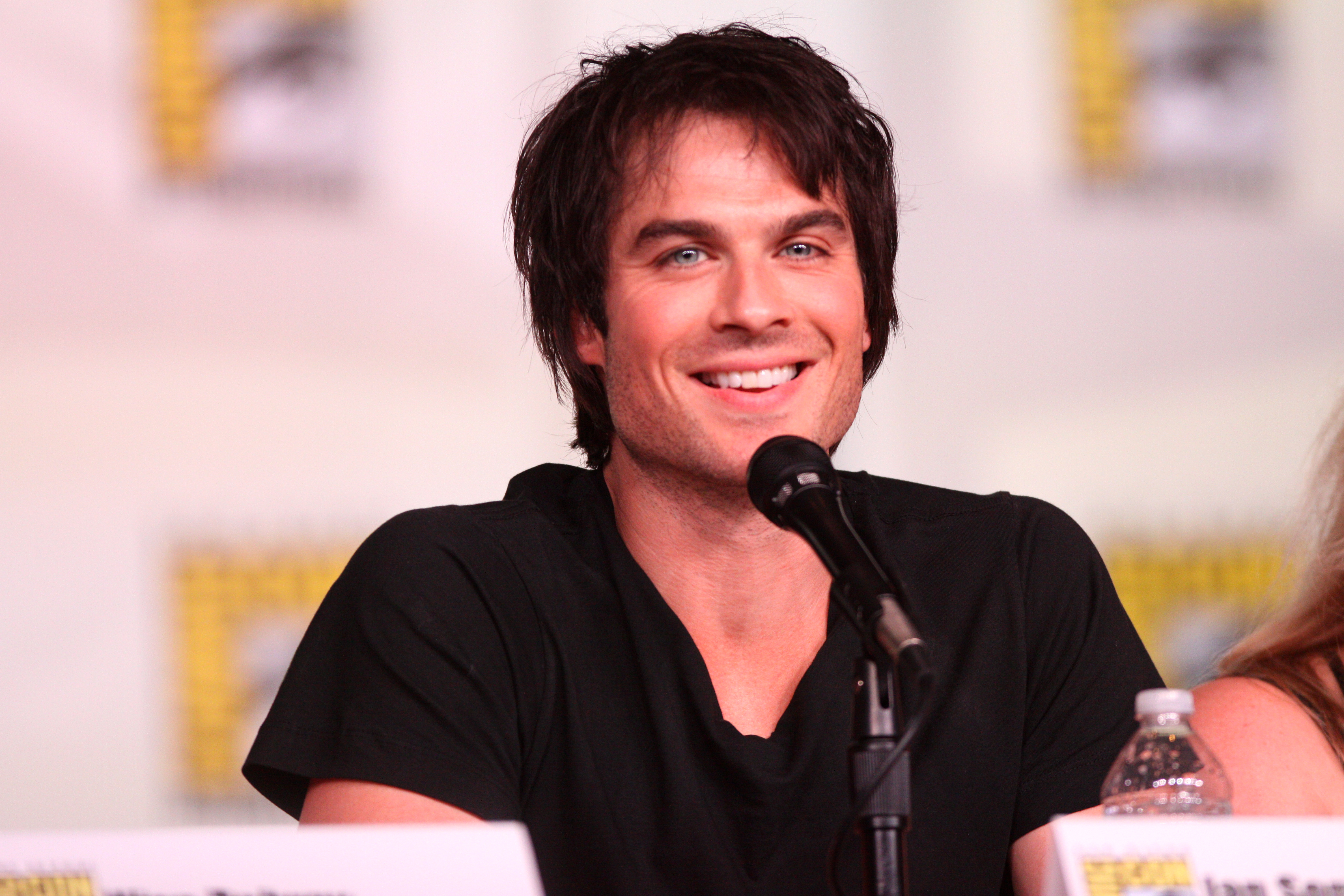
Somerhalder na Comic-Con em julho de 2012.

Estes trabalhos fizeram de Ian um ator com grande potencial, possibilitando que participasse de mais filmes como: Anatomy of a Hate Crime, Tempo de Recomeçar, Changing Hearts, Regras da Atração, Fearless, In Enemy Hands, The Old Man and the Studio e o curta Recess (como ator e produtor). Também teve participações em várias séries americanas, como: CSI: Las Vegas, Law & Order: Special Victims Unit e CSI: Miami.
Em 2004 obteve maior destaque, sendo escolhido para terceira temporada da série Smallville, como Adam Knight. Um de seus trabalhos de maior sucesso até então, foi na aclamada série da ABC Lost, onde interpretou o personagem Boone Carlyle. Participou efetivamente da 1ª temporada, com participações na 2ª, 3ª e 6ª. Seu personagem era apaixonado pela irmã postiça Shannon (Maggie Grace), que o desprezava. Se aproximou de Locke, e juntos encontraram a escotilha e o bimotor nigeriano que acabou despencando com Boone dentro, causando sua morte.[carece de fontes?]

Apesar da morte de seu personagem no vigésimo episódio da primeira temporada, Somerhalder voltou ao papel de Boone para mais sete episódios entre 2005 e 2010, incluindo o episódio final da série. Somerhalder foi o primeiro ator a ser escalado para um papel para a série e ironicamente o primeiro personagem a morrer. Paralelo a Lost, atuou nos filmes: TV: The Movie, Pulse (adaptação do filme japonês Kairo) no papel principal de Dexter, The Sensation of Sight, Marco Polo como o próprio Marco Polo, The Lost Samaritan, Os Invasores da Cidade Perdida, Wake, Fireball, Vingança Entre Assassinos e How to Make Love to a Woman.

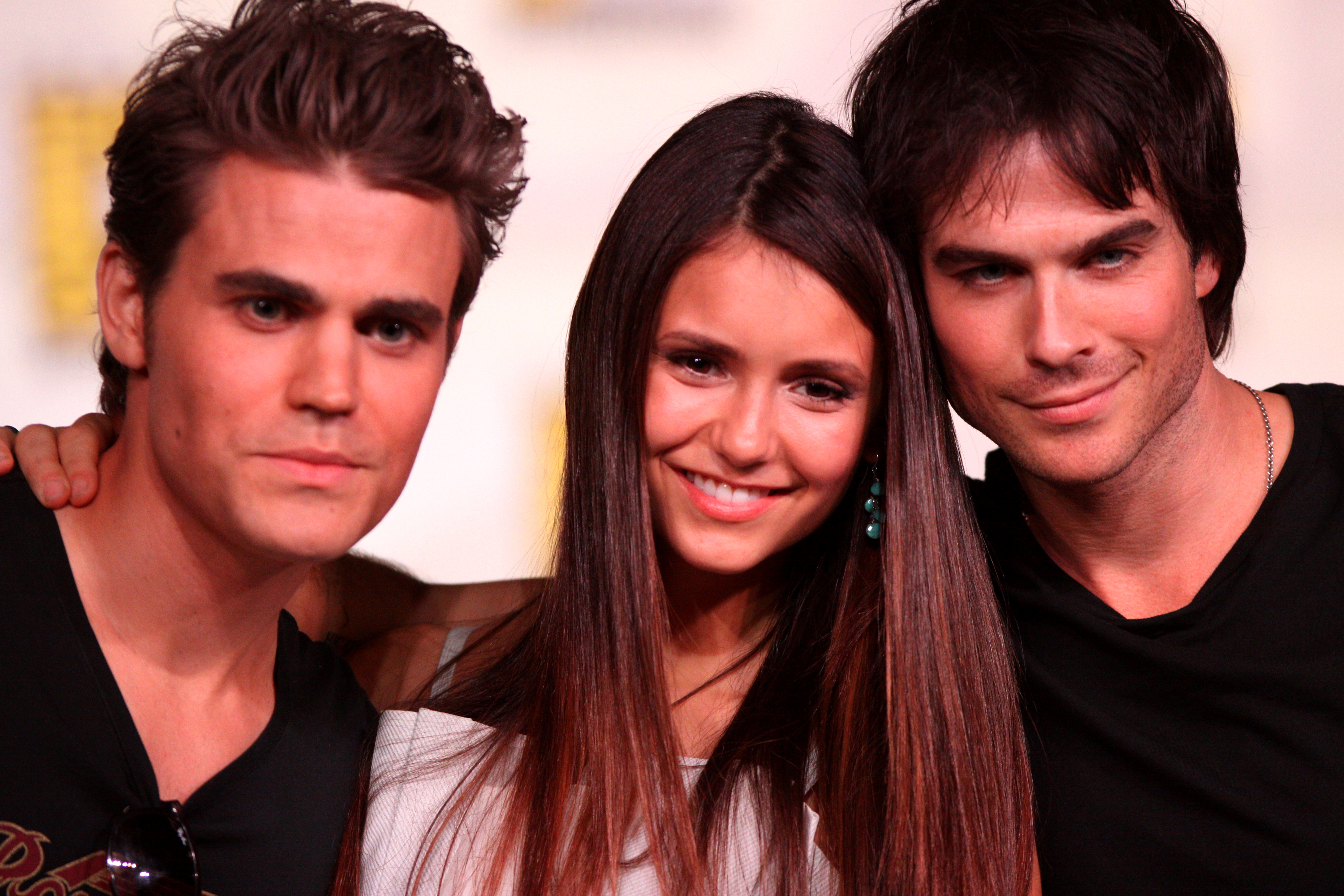
As estrelas de The Vampire Diaries: Paul Wesley, Nina Dobrev e Ian Somerhalder.

Em 2007, participou de 6 episódios da série Tell Me You Love Me como o personagem Nick que protagoniza uma cena de sexo com a atriz Michelle Borth.
Em 2008, fez uma audição para a série True Blood, mas não conseguiu o papel, questionado sobre isso, Ian disse que ficou muito chateado, e não quis assistir True Blood até hoje.
Interpretou o Vampiro Damon Salvatore na série de televisão The Vampire Diaries da CW Television Network, que foi inspirada nos livros da escritora Lisa Jane Smith, nessa série ele atua como um dos personagens principais ao lado dos atores: Nina Dobrev e Paul Wesley.
Em fevereiro de 2013, foi lançado o primeiro filme da minissérie em 6 episódios em curta-metragem Time Framed. Em 2014, foi lançado o filme The Anomaly. Em 2003 fez uma participação na websérie Roommates do canal TheTVFantastic, no episódio intitulado "Dian's Face", o quarto da série, Ian faz o personagem Dian após fazer uma cirurgia facial. Com sua nova face, Dian consegue ficar popular entre as mulheres e seus amigos, despertando a inveja de seu colega de quarto.
Em 2010, volta a fazer uma participação no canal TheTVFantastic de seu amigo Clifton Collins Jr., agora na websérie Heroes, devido a uma especulação na época de que Ian faria o papel de Superman nos cinemas, o canal de humor convidou Ian para fazer essa nova participação. No episódio "Street Patrol", Superman e Spiderman são os patrulheiros das ruas de Los Angeles, e devem proteger os habitantes com seus poderes.
Em 2011, fez uma participação especial no videoclipe "Слепая любовь" (Slepaya Lubov/Blind Love), do cantor Russo Dima Bilan com participação da cantora Yulia Krylova.

Em 2014 uma foto dele aparece, como a de outros famosos, no vídeoclipe oficial da música "#Selfie" da dupla The Chainsmokers.

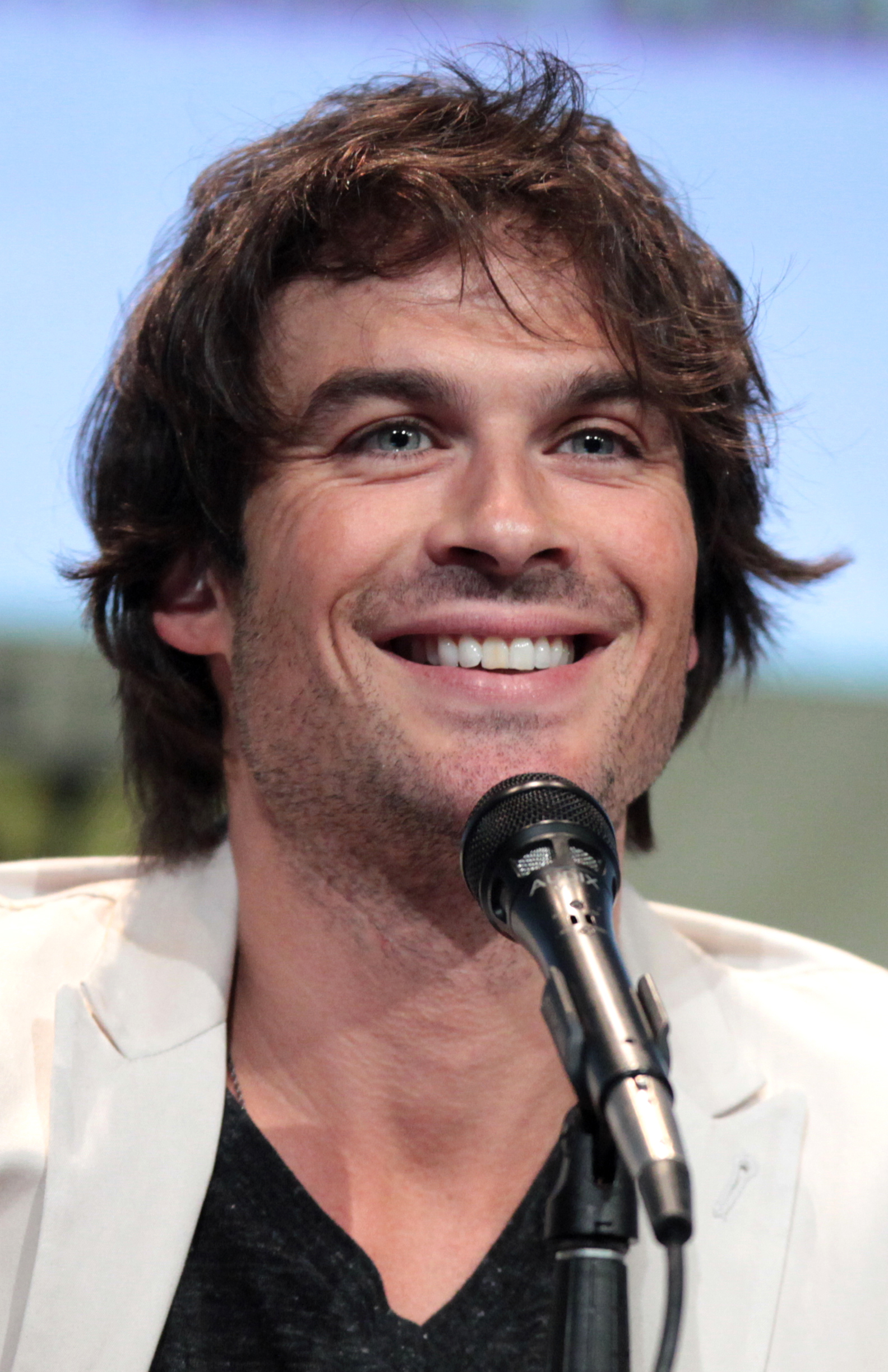
Somerhalder em 2015.

Em novembro de 2013, Ian foi homenageado pela editora de quadrinhos, especializada em políticos e famosos (embora tenha vários títulos de estórias de aventuras fictícias), Bluewater Productions. A HQ que pertence a série de quadrinhos Fame (literalmente "fama") e escrita pelo autor Michael L. Frizell narra sobre a trajetória de Ian na TV e no cinema, além de contar sobre a sua vida pessoal, e seu engajamento na luta pelo meio-ambiente. Em 16 de abril de 2018, foi anunciado que Ian estava confirmado na nova série original Netflix, intitulada V-Wars. Ele irá protagonizar a série, além de comandar alguns dos episódios. A série estreou na Netflix em 05 de dezembro de 2019 e foi cancelada em março de 2020.

### Teatro
Ian Somerhalder atuou em apenas uma peça teatral: Dog Sees God: Confessions of a Teenage Blockhead, em 2005. Nesta peça off-broadway, realizada na cidade de Nova York, é contada a história dos personagens de Snoopy (com nomes alterados devido a direitos autorais), agora adolescentes. Apesar de ser uma paródia, a peça "não-autorizada" escrita por Bert V. Royal traz temas fortes, como uso de drogas, suicídio, transtornos alimentares, violência adolescente (bullying), rebelião, relações sexuais e identidade sexual.
Na peça, faz o papel de Matt, que seria o personagem Chiqueirinho, que internalizou sua sujeira, e agora, homofóbico e obcecado por sexo, aterroriza Beethoven (Schroeder) sem piedade, após ser descoberto que ele foi abusado sexualmente por seu pai. Ele também é um jogador de futebol americano, e é o melhor amigo de C.B. (Charlie Brown).

## Outros empreendimentos

### Produtor

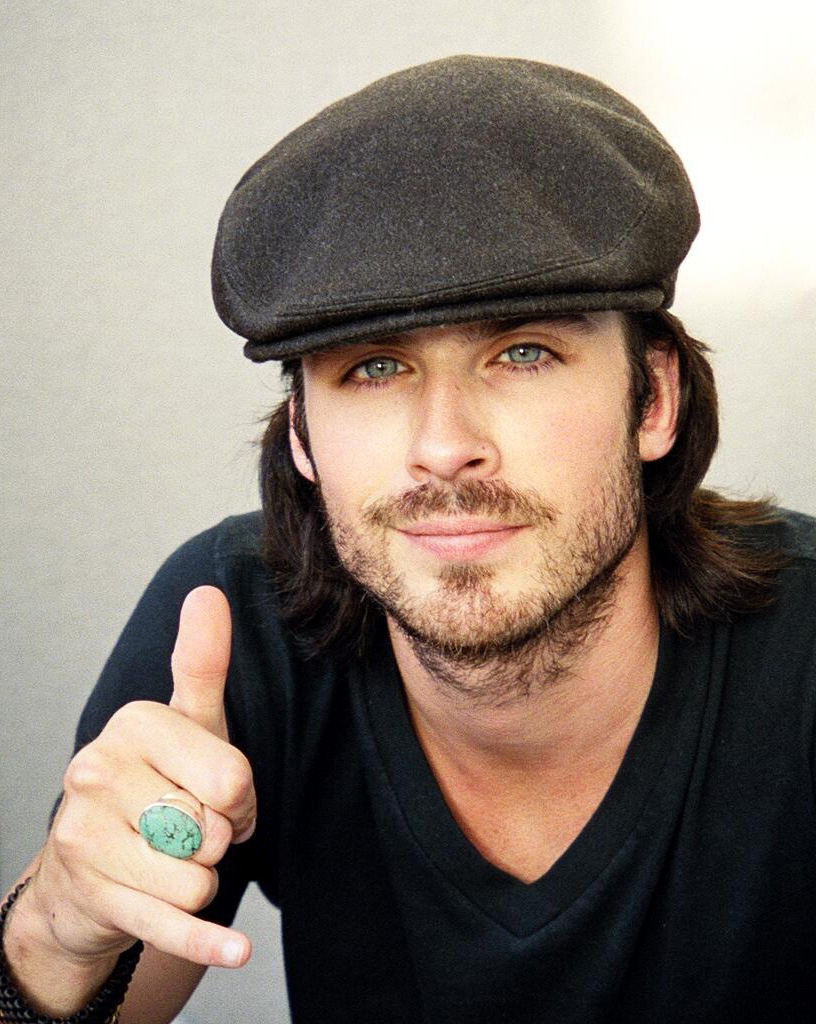
Ian Somerhalder em 2006.

Ian Somerhalder também atua fora das telas como produtor. Sua primeira experiência foi em 2004 no curta-metragem de apenas 11 minutos Recess (junto de Josh Beane e Chad Walters), em que também trabalhou como ator.
Em 2013, voltou a atuar na área de produção, com um novo projeto de curta-metragens (junto com Marina Masowietsky, Melissa Miller e Sinisha Nisevic), divididos em 6 filmes. O primeiro Time Framed, conta a estória de Truman Black (seu papel no filme), um agente estilo 007 que precisa proteger os interesses do governo, mas acaba descobrindo que o método que traz energia livre em todo o mundo, não é do interesse de seus superiores.

### Empresário
Somerhalder é também um médio empresário. Em sociedade com sua irmã e seu cunhado, possuem uma rede de pizzarias em Hailey (Idaho), Mandeville (Louisiana) e Spokane (Washington).
Possui ainda, com seu irmão Bob Somerhalder, uma loja de móveis recuperados chamada Built of Barnwood, onde se constrói e vende diversos móveis e suas peças.

### Filantropo e ambientalista
Somerhalder é um grande defensor dos direitos dos animais. Possui gatos e cachorros, todos resgatados da rua. Seus animais são considerados "suas crianças".
O ator foi agraciado com o Prêmio Wyler pela Sociedade Humanitária dos Estados Unidos nos Genesis Awards em 24 de março de 2012, no Beverly Hilton Hotel.
À margem de sua carreira como ator e modelo, Somerhalder fundou a ISFoundation (Ian Somerhalder Foundation), fundação que visa apoiar projetos que tenham impacto de forma positiva no mundo.
Nas redes sociais Instagram e Twitter, vem pedindo ajuda para realizar seu sonho de levantar fundos para a construção de um abrigo animal, a ISF Sanctuary, em suas palavras: "Para todos os animais que foram abandonados, maltratados e incompreendidos, animais especiais com doenças muito graves e que quase ninguém lhes dá uma segunda chance".

## Vida pessoal
Ian Somerhalder tem família na cidade de Mandeville na Louisiana, mas não reside lá. Ele passa o seu tempo entre Los Angeles (Venice Beach), Nova York e Atlanta no estado da Georgia, onde The Vampire Diaries era gravado, por cerca de nove meses por ano. Sobre sua casa na Califórnia, ele disse para o HolidayGoddess.com: "Eu moro em Venice, na fronteira de Santa Mônica, e é lá que eu passo cada manhã e cada início da manhã e noite".

### Relacionamentos
Em 2010, começou um relacionamento com sua colega de elenco, Nina Dobrev, protagonista de The Vampire Diaries. Em maio de 2013, o relacionamento chegou ao fim. Na época, vários tablóides internacionais tentaram apontar o motivo do fim, sendo até agora o mais provável e plausível o de que Dobrev havia negado três pedidos de casamento por Somerhalder em razão de ter colocado a sua carreira artística como prioridade e de não estar preparada para casar e ter filhos como o ator (que é 11 anos mais velho do que ela).

### Noivado e casamento
Em setembro de 2014, começou um relacionamento com a atriz Nikki Reed (que interpretou a protagonista Rosalie Hale na franquia de filmes The Twilight Saga).
Em fevereiro de 2015, os dois confirmaram o noivado oficialmente.
No dia 26 de abril de 2015, aconteceu o casamento na cidade de Malibu na Califórnia.

#### Paternidade
Somerhalder afirmou que "tudo o que eu sempre quis, desde pequeno, foi ter uma família grande".
Em 5 de maio de 2017, o casal anunciou oficialmente que estava à espera do primeiro filho, o que já estava sendo especulado pelos fãs e mídia há alguns meses. Posteriormente, em 25 de julho de 2017, nasceu a primeira filha do casal, Bodhi Soleil Reed Somerhalder.
Para criar Bodhi, o casal optou por deixar Los Angeles e se mudar para uma fazenda.
Em janeiro de 2023, o casal anunciou a gravidez do segundo filho. Ele nasceu em junho.

## Filmografia

### Televisão
| Ano       | Título                            | Título no Brasil                          | Papel            | Notas                                                                                          |
| --------- | --------------------------------- | ----------------------------------------- | ---------------- | ---------------------------------------------------------------------------------------------- |
| 1997      | The Big Easy                      |                                           | I.Q.             | 1 episódio: "The Black Bag"                                                                    |
| 1999      | Now and Again                     |                                           | Brian            | 1 episódio: "A Girl's Life"                                                                    |
| 2000      | Young Americans                   | Young Americans                           | Hamilton Fleming | 8 episódios                                                                                    |
| 2002      | CSI: Crime Scene Investigation    | CSI: Investigação Criminal                | Tony Del Nagro   | 1 episódio: "Revenge Is Best Served Cold"                                                      |
| 2003      | Law & Order: Special Victims Unit | Lei & Ordem: Unidade de Vítimas Especiais | Charlie Baker    | 1 episódio: "Dominance"                                                                        |
| 2003      | CSI: Miami                        | CSI: Miami                                | Ricky Murdoch    | 1 episódio: "The Best Defense"                                                                 |
| 2004      | Smallville                        | Smallville: As Aventuras do Superboy      | Adam Knight      | 6 episódios (3ª temporada); "Asylum", "Delete", "Hereafter", "Velocity", "Obsession", "Crisis" |
| 2004–2010 | Lost                              | Lost                                      | Boone Carlyle    | Elenco principal; 30 episódios                                                                 |
| 2007      | Tell Me You Love Me               | Diz Que Me Ama                            | Nick             | 6 episódios                                                                                    |
| 2009–2017 | The Vampire Diaries               | Diários de Um Vampiro                     | Damon Salvatore  | Elenco principal                                                                               |
| 2014      | Years of Living Dangerously       | Years of Living Dangerously               | Ele mesmo        | Documentário 1 episódio: ''Ice & Brimstone''                                                   |
| 2019      | V-Wars                            | Apocalipse V                              | Dr. Luther Swann | Elenco principal                                                                               |

### Cinema
| Ano  | Titulo                      | Título no Brasil                | Papel                          | Formato             |
| ---- | --------------------------- | ------------------------------- | ------------------------------ | ------------------- |
| 1998 | Celebrity                   | Celebridades                    | Cenas excluídas                | Longa-metragem      |
| 1999 | Black and White             | Preto e Branco                  | Figurante                      | Longa-metragem      |
| 2001 | Anatomy of a Hate Crime     | Anatomia de um Crime de Ódio    | Russell Henderson              | Longa-metragem      |
| 2001 | Life as a House             | Tempo de Recomeçar              | Josh                           | Longa-metragem      |
| 2002 | Changing Hearts             |                                 | Jason Kelly                    | Longa-metragem      |
| 2002 | The Rules of Attraction     | Regras da Atração               | Paul Denton                    | Longa-metragem      |
| 2004 | In Enemy Hands              | U-Boat - Nas Mãos do Inimigo    | U.S.S. Swordfish: Danny Miller | Longa-metragem      |
| 2004 | The Old Man and the Studio  |                                 | Matt                           | Curta-metragem      |
| 2004 | Recess                      |                                 | Cooley (Produtor)              | Curta-metragem      |
| 2004 | Fearless                    |                                 | Jordan Gracie                  | Curta-metragem (TV) |
| 2006 | Pulse                       | Pulse                           | Dexter                         | Longa-metragem      |
| 2006 | TV: The Movie               |                                 | Não confirmado                 | Longa-metragem      |
| 2006 | The Sensation of Sight      | A Sensação de Ver               | Drifter                        | Longa-metragem      |
| 2007 | Marco Polo                  | Marco Polo                      | Marco Polo                     | Longa-metragem (TV) |
| 2008 | The Lost Samaritan          |                                 | William Archer                 | Longa-metragem      |
| 2008 | Lost City Raiders           | Os Invasores da Cidade Perdida  | Jack Kubiak                    | Longa-metragem      |
| 2009 | Wake                        | A Descoberta                    | Tyler                          | Longa-metragem      |
| 2009 | Fireball                    |                                 | Lee Cooper                     | Longa-metragem (TV) |
| 2009 | The Tournament              | Vingança Entre Assassinos       | Miles Slade                    | Longa-metragem      |
| 2010 | How to Make Love to a Woman | Como Conquistar Uma Mulher      | Daniel Meltzer                 | Longa-metragem      |
| 2012 | Cradlewood                  |                                 | Josh                           | Longa-metragem      |
| 2013 | Caught on Tape              |                                 | Officer Lewis                  | Longa-metragem      |
| 2013 | Time Framed                 |                                 | Agent Truman Black (Produtor)  | Curta-metragem      |
| 2014 | The Anomaly                 | Anomalia: Corrida Contra a Vida | Harkin Langham                 | Longa-metragem      |

### Webséries
| Ano  | Título    | Título no Brasil | Papel     | Notas                       |
| ---- | --------- | ---------------- | --------- | --------------------------- |
| 2003 | Roommates |                  | Sexy Dian | 1 episódio: "Dian’s Face"   |
| 2010 | Heroes    |                  | Superman  | 1 episódio: "Street Patrol" |

### Produção
| Ano  | Título      | Título no Brasil | Personagem         | Formato        |
| ---- | ----------- | ---------------- | ------------------ | -------------- |
| 2004 | Recess      |                  | Cooley             | Curta-Metragem |
| 2013 | Time Framed |                  | Agent Truman Black | Curta-Metragem |

### Teatro
| Ano  | Título                                           | Personagem | Local                                  | Cidade            |
| ---- | ------------------------------------------------ | ---------- | -------------------------------------- | ----------------- |
| 2005 | Dog Sees God: Confessions of a Teenage Blockhead | Matt       | Century Center for the Performing Arts | New York City, NY |

### Clipes musicais
| Ano  | Título        | Título em inglês | Artista          | Formato    |
| ---- | ------------- | ---------------- | ---------------- | ---------- |
| 2011 | Слепая любовь | Blind Love       | Dima Bilan       | Videoclipe |
| 2014 | Selfie        |                  | The Chainsmokers | Videoclipe |

### Histórias em quadrinhos
| Data             | Título                   | Editora               | Autor              | Formato                    |
| ---------------- | ------------------------ | --------------------- | ------------------ | -------------------------- |
| Novembro de 2013 | Fame: Ian Somerhalder #1 | Bluewater Productions | Michael L. Frizell | Volume único da série Fame |

### Campanhas
| Ano  | Título             | Título no Brasil        | Papel    | Notas                    |
| ---- | ------------------ | ----------------------- | -------- | ------------------------ |
| 2014 | Nature Is Speaking | A Natureza Está Falando | Dublador | 1 episódio: "Coral Reef" |

### Direção
| Data | Título              | Episódio               |
| ---- | ------------------- | ---------------------- |
| 2015 | The Vampire Diaries | "The Downward Spiral'' |
| 2016 | The Vampire Diaries | "Days Of Future Past"  |